# Mas de Nuix
El Mas de Nuix és una masia del poble de la Sisquella al municipi de Ribera d'Ondara (la Segarra) inclosa a l'Inventari del Patrimoni Arquitectònic de Catalunya. Casa fundada l'any 1480 pels Nuix de Cervera al centre del poble, al voltant de la qual s'estructura el nucli urbà. Edifici de planta irregular amb façana principal orientada a migjorn i coberta a doble vessant que presenta de ràfec de teula. Davant d'aquesta façana, s'hi basteix un baluard que, alhora que servia com a element de defensa davant un possible setge mitjançant un tancat, s'emprava per usos agrícoles. L'accés al baluard es fa a partir un portal adovellat, sobre el qual hi ha un relleu d'un escut molt erosionat de la família Nuix. Les façanes de l'edifici s'estructuren en planta baixa, primer pis, i a les façanes de tramuntana, s'afegeix, les golfes. També hi ha una porta d'accés a la façana de ponent, estructurada a partir d'un arc adovellat. Cal destacar la presència d'estructures cilíndriques amb coberta cònica, que presenten una obertura espitllada en el seu parament, bastides sobre els angles superiors de les façanes exteriors de l'edifici, en forma de garites.